# Bredåsjön
Bredåsjön är en sjö i Härjedalens kommun i Härjedalen och ingår i Göta älvs huvudavrinningsområde. Sjön har en area på 10,5 kvadratkilometer och ligger 789,2 meter över havet. Bredåsjön ligger i Rogens Natura 2000-område och skyddas av habitat- och fågeldirektivet. Sjön avvattnas av vattendraget Bredån.
Bredåsjön avrinner genom sjön Rogen till Trysilelva i Norge, och anses vara en källsjö till Klarälven och Göta älv.

## Delavrinningsområde
Bredåsjön ingår i delavrinningsområde (691295-132086) som SMHI kallar för Utloppet av Bredåsjön. Medelhöjden är 809 meter över havet och ytan är 19,76 kvadratkilometer. Räknas de 4 avrinningsområdena uppströms in blir den ackumulerade arean 37,16 kvadratkilometer. Bredån som avvattnar avrinningsområdet har biflödesordning 2, vilket innebär att vattnet flödar genom totalt 2 vattendrag innan det når havet efter 720 kilometer. Avrinningsområdet består mestadels av skog (27 procent) och kalfjäll (17 procent). Avrinningsområdet har 9,97 kvadratkilometer vattenytor vilket ger det en sjöprocent på 50,4 procent.